# منطقة جبل الموتى

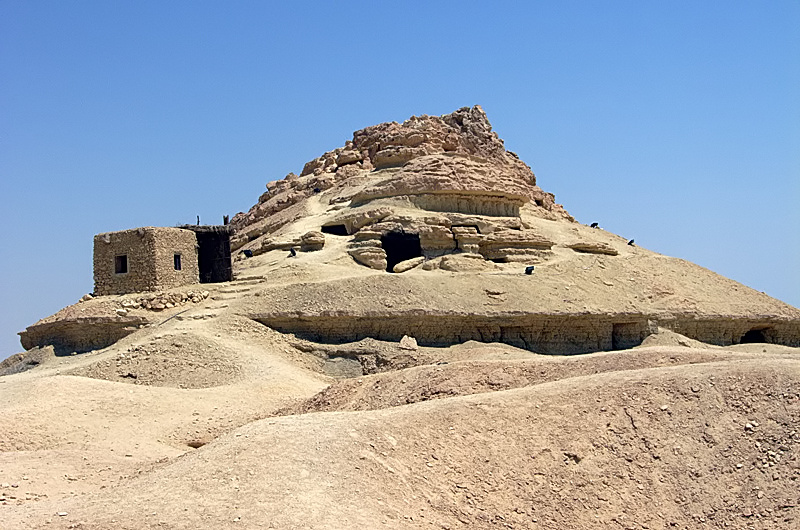

يقع جبل الموتى على بعد2 كيلو متر من منطقة سيوة التابعة لمحافظة مرسى مطروح وتم اكتشافه عن طريق الصدفة عام1944 أثناء الحرب العالمية الثانية عندما لجأ أهالي سيوة للاحتماء بالجبل فاكتشفوا المقابر به وهو عبارة عن جبل مخروطي الشكل يبلغ ارتفاعه50 مترا ويتكون من تربة جيرية ويعد بمثابة جبانة أثرية.يتميز هذا الجبل بمنظره العجيب فمن أسفله إلي أعلاه عبارة عن مقابر للموتي منحوتة على شكل خلية نحل من الحجر على هيئة صفوف منتظمة ومتتالية بشكل هندسي يشبه شكل الواحة القديمة. يرجع تاريخ هذه الجبانة الاثرية إلي الأسرة ال-26 ويمتد للعصر البطلمي والروماني، وتجمع هذه المقابر في تصميمها بين الفن المصري القديم والفن اليوناني ونشأ هذا الاندماج نتيجة اختلاط الثقافات. بعض هذه المقابر توجد علي عمق كبير وكل مقبرة عبارة عن دهليز بشكل مستطيل ينتهي إلي فناء واسع مربع وهذا الفناء يتفرع منه مجموعة فتحات مخصصة لوضع الموتي.ومن أجمل المقابر الموجودة مقبرة سي أمون وهي تنتمي إلي أحد الأثرياء الاغريق والذي كان يتبع الديانة المصرية القديمة. وعاش بسيوة ودفن فيها طبقا لتلك الديانة وتم الحفاظ علي تلك المقبرة بشكل جيد. وتتمتع هذه المقبرة بمجموعة من النقوش البارزة وتضم رسما يمثل الآلهة نات وهي واقفة تحت شجرة الجميز.ثم مقبرة أخرى أطلق عليها اسم مقبرة التمساح وسميت بهذا الاسم نسبة للرسوم المنقوشة عليها وهي عبارة عن شكل تمساح أصفر اللون يمثل الأله سوبيك وتمثل هذه المقبرة هيكلا أشبه بكهف مكون من ثلاث حجرات ولم يتم التعرف علي صاحب هذه المقبرة حتي الآن. ومقبرة أخرى تسمي ثيبر باثوت وهي مزينة برسومات ونقوش ساحرة مصبوغة باللون الأحمر الذي يغلب علي الأواني الفخارية المستخدمة في سيوة حتي الآن ويرقد في تلك المقبرة تابوت حجري موضوع علي أرضية غرفة الدفن.وبالصعود إلي أعلي الجبل يمكن مشاهدة مناظر رائعة الجمال والجاذبية لواحة سيوة التي شكلت في مجملها العديد والعديد من معالم وكنوز الصحراء الكبرى.